# Sarrukín akkád király
Sarrukín az Akkád Birodalom alapítója és első uralkodója, Laibum és Enítum titokban született fia volt. A rövid kronológia szerint körülbelül i. e. 2270–2215, a középső kronológia szerint i. e. 2334–2279 között uralkodott. Életéről egykorú forrás nem maradt fenn, igen hamar legendás, meseszerű alakká vált. Születési legendája és az utókor által neki tulajdonított életrajzának több eleme irodalmi toposszá lett, amelyek nem csak az ókori Közel-Keleten, hanem görög közvetítéssel Európában is jól ismertek.
Későbbi források szerint a sémik első államának és az akkád dinasztiának alapítója. Akkád területén új fővárosban, Agadében tartotta székhelyét, amelyet vagy ő alapított, vagy felújította azt. Általában úgy ismerik, mint az első birodalom létrehozóját, aki központi kormányzatot alakított ki egy több nemzetiségű, korábban sok államból álló területen, bár egyes jelek arra utalnak, hogy az adabi Lugalannémundu és az uruki Lugalzaggeszi megelőzte ebben. Sikereit nagyban köszönheti a világtörténet első állandó hadseregének, amely 5400 főből állt, és a korabeli világ bármely állama ellen elegendőnek bizonyult.

## Neve és titulusa
Születési neve ismeretlen. Az általában Sarrukín formában átírt uralkodói név, amely akár titulus is lehet, a különböző nyelvű – sumer, óakkád, asszír, babiloni – forrásokban eltérő jelcsoportokkal, de azonos jelentéssel – az igaz(i), vagy törvényes király – szerepel. Az óakkád 𒈗𒁺 šarru/šarrum-kīn mellett a Sarrukín-legendában 𒁹𒊬𒊒𒌝𒆠𒅔 mšar-ru-um-ki-in, sumer szövegben 𒊬𒊒𒄀 šar-ru-GI, vagy 𒊬𒌝𒄀 šar-um-gi, óasszír 𒈗𒅞 šarru-ukĭn, újbabiloni és újasszír 𒈗𒄀𒈾 šarru-gi-na. Ismert neve Szargon, amely a biblikus héber Sarγôn alakból ered. Sarrukín korától egészen az Óbabiloni Birodalom bukásáig élő hagyomány lett a dingir determinatívum alkalmazása a királynevek előtt, ami immár az élő uralkodó istenítésére utal, ellentétben a megelőző korok uralkodói apoteózisával. Ugyancsak Sarrukín vált a mintájává az önerőből uralkodóvá váló asszír, szíriai és urartui uralkodóknak. Uralkodói címe „Agade ura, Kis királya”, az utóbbit (šar Kiššati) szinte minden őt követő mezopotámiai király felvette, miközben Agade feledésbe merült.

## Származása
Sarrukín tényleges történelmi vonatkozásait alig, vagy egyáltalán nem lehet elkülöníteni mítoszaitól és legendáitól, maguk a mezopotámiaiak is félig mitikus uralkodóként kezelték. Önjellemzése stilizált, nyilván torz és egyoldalú. Uralkodói nevének jelentéséből eleve felmerül a gyanú, hogy trónfosztó volt, nem valószínű, hogy a születéskor kapott ilyen nevet, vagy hogy egy vízmerítő nevelőapa adta volna. Így akár sumer származású is lehetett, bár felvett neve kétségkívül az akkád nyelvből értelmezhető. Sarrukín születési legendája jóval későbbi, eszerint:
|  | „Šarrukín vagyok, az erős király, Agade királya. Enītum az anyám; apám nem ismertem. Apám testvérei a hegyet szeretik. Városom Azupīranu, mely a Purattu partján fekszik. Enītum, anyám fogant engem, megszült engem titokban, sásból való kosárba helyezett, szurokkal zárta le (kosaram) fedelét, a folyóba vetett engem, mely nem lepett el, elsodort engem a folyó, Akkihoz, a vízmerítőhöz vitt, Akki, a vízmerítő, kiemelt, mikor vedrét alámerítette, Akki, a vízmerítő, fiává fogadott, felnevelt engem, Akki, a vízmerítő, bizony kertészévé tett engem. Kertész-voltom alatt Ištar bizony belém szeretett.” |
|  | – Komoróczy Géza fordításában |

A születési legenda folytatásában egy uralkodási időt is megadott az írnok, de a szám eleje olvashatatlan, x+4 év. A sumer királylista szerint apja datolyakertész volt, ő pedig Ur-Zababa pohárnoka lett, aki gyorsan emelkedett a ranglétrán a legfelső fokig, a főminiszteri posztig. Később Agade várost építette, és ott király volt 56 évig. A későbbi legendákban – egy sumer nyelvű történeti szövegben – apja neve sumer nyelvű; Laibum, de róla semmi közelebbi nem ismert, leszámítva a születési legenda állítását, miszerint rokonsága a hegyekben él, vagy a hegyeket szereti. Anyja, akit Enítumnak nevez a legenda, a szó etimológiája alapján Inanna papnője lehetett, aki megszegve szüzességi fogadalmát gyermeket szült, és e fiút nevelőszülők nevelték fel, még ha a vízre tétel esetleg későbbi legenda is lenne. Ha Enítum Azupiranuban lakott, a város valahol Kistől nyugatra fekhetett a Purattu partján, de az is lehetséges, hogy kisi papnő volt, akkor Azupiranu bárhol lehetett. Egyáltalán nem világos a szövegből, hogy Azupiranu milyen értelemben lenne Sarrukín városa, még az is lehet, hogy főtisztviselőségének idején lakott ott.
A legenda gyakorlatilag Samas és Ninlil mítoszának parafrázisa, amelyben Samas megerőszakolja Ninlilt, aki az ekkor fogant gyermeket, Isumot otthagyja az utcán, akit végül Innin nevel fel. A mítosz erőteljes antropomorfizmusa arra utal, hogy korai sumer eredetű, Sarrukín korában – de még inkább a születési legenda keletkezésének idején – közismert lehetett.

## Családja
Sarrukín felesége az akkád nevű Taslultum volt. Két fia követte a trónon egymás után, Rímus és Manistusu. Egy leánya ismert, valószínűleg azért, mert csak ő viselt tisztséget. Enhéduanna Urban a holdisten, Nanna főpapnője volt. Enhéduannának tulajdonítanak két Inannát dicsőítő himnuszt. Rajtuk kívül még két fia, Ibarum (Su-Enlil, az ő fia Aliahum) és Abaistakal (Ilabaistakal) ismert.

## Uralkodása

### Évnevei
Sarrukín a sumer hagyományoknak megfelelően uralkodási éveinek neveket (vagy hosszabb jelzőket) adott, és azokkal datálta cselekedeteit. A neki tulajdonított 56 évnyi uralkodás évneveiből azonban csak négy maradt fenn, és mivel sem az eleje, sem a vége nem ismert, valamint az évneveket nem sorszámozták, azt sem tudjuk, ezek hányadik uralkodási éveit jelentik. Amíg más mezopotámiai uralkodók esetén az évnevek a legfontosabb adatok, addig Sarrukínnál ezek hiányoznak.
mu šar-um-gi si-mur-umKI-še3 i3-gin-na-a
„év, (amelyben) Sarrukín Szimurumba ment”
mu šar-um-gi-ne2 urux-aKI mu-ḫul-a (mu urux-aKI ḫul-a)
„év, (amelyben) Sarrukín megsemmisítette Uruát(?)” („Urua megsemmisülésének éve”)
mu šar-um-gi-ne2 elamKI (/nimKI) mu-ḫul-a
„év, (amelyben) Sarrukín megsemmisítette Elámot”
mu ma-ri2KI ẖul-a
„év, (amelyben) Mári megsemmisült”
A négy évnév rendszertelen, szinte ötletszerű irányokat mutat. Szimurum északnyugat felé, az Alsó-Záb folyó felső vidékén, a hegyek között, félúton Urbelum és Arrapha között fekszik, túl a későbbi asszír magterületeken. Urua elég sok településsel lehet azonos, majd Elám következik, keletre Mezopotámiától, végül Akkádtól nyugatra Mári. Ennél bővebbet csak Sarrukín más felirataiból, illetve az őt említő későbbi irodalom alapján lehet tudni. Az utóbbiak azonban igen hamar meseszerűek, túlzók lettek, következésképp megbízhatatlanok, és sokkal inkább irodalmi termékek, semmint történeti jelentőségűek. A hitelesnek elfogadható adatok a nippuri Ékur feliratai, azonban ezek sem maradtak fenn, hanem egy későbbi, név szerint ismeretlen, de gondos és alapos óbabiloni írnok másolataiból ismert néhány. Az egyetlen bizonyosan egykorú felirat(töredék) a következő: „Sarrukín, Agade királya, …az országokat… legyőzte… és magját szakította”, valamint talán egy buzogány felirata: „… aki Uruknak és Urnak a fejére ütött, (az) adományozta”.

### Kronológiája
Sajátos körülmény, hogy a világtörténelem korai szakaszának egyik legmeghatározóbb személyének életéről gyakorlatilag semmi konkrétumot nem tudunk. A sumer királylista szerint „Agade városban Sarrukín – [ap?]ja datolyakertész –, Ur-Zababa pohárnoka, Agade város királya, aki Agade várost építette, király volt, 56 évig uralkodott”. Neve egyetlen egykorú feliraton fordul elő, ahol csak az „Agade királya” cím olvasharó. Ur-Zababa és Lugalzaggeszi is szerepel a sumer királylistán. Ennyi a tény. Négy olyan későbbi szöveg maradt fenn, amelyben életrajzi adatokat közölnek róla, de ezek természetszerűleg nem megbízhatók.
Nem tudjuk, hogy melyik uralkodási évében győzte le Lugalzaggeszit, Mezopotámia Urukban székelő hegemónját. Lehetett ez uralkodása elején, de akár a vége felé is. A sumer királylisták a különböző városok egy időben uralkodó királyait egymás után sorolják fel, mintha a főhatalom vándorolt volna városról városra, holott legtöbbjük vagy egymás mellett élt, vagy akár önálló sem volt, hanem más városkirályok fennhatósága alá tartozott. Kisben Ur-Zababa uralkodási idejét 400 évben határozza meg a királylista, majd még öt uralkodót sorol fel, amikor is a kisi királyság nem Agade, hanem Uruk zsákmánya lett, és az uruki hegemónia került Agadébe. Nyilvánvaló a linearitásra törekvés és az uralkodási idők teljes megbízhatatlansága.
Könnyen lehet, hogy Sarrukín és Lugalzaggeszi hosszú ideig uralkodtak párhuzamosan, sőt az is, hogy Sarrukín vazallusa volt Uruknak, vagy fordítva, mind Ur-Zababa, mind Lugalzaggeszi hosszú időn át már Agade alattvalói, talán Sarrukín által delegált enszik voltak lázadásuk és végleges legyőzetésük előtt.
Ezekről Sarrukín feliratai értelemszerűen nem beszélnek. Ezt a feltevést az is alátámasztja, hogy Sarrukín a saját feliratai szerint Ur-Zababától, Kis királyától vette át a trónt, ám Lugalzaggeszi legyőzte Kist a birodalma megteremtésekor. Sarrukín tehát vagy Lugalzaggeszi segítségével szabadult meg Ur-Zababától, vagy Ur-Zababa nem volt önálló király, hanem Lugalzaggeszi helytartója. Ez esetben Sarrukín sem lehetett király Lugalzaggeszi legyőzéséig. Esetleg Lugalzaggeszi birodalmáról vannak téves információink, és hatalma nem terjedt ki Kisre. Az Ur-Zababa után a sumer királylisták által felsorolt további öt kisi uralkodó is nehezen képzelhető el a Sarrukín által alapított akkád dinasztia idején szuverénként.
Hódításairól sokat írt a nippuri Ékurban, az utókor pedig ezeket átvette és hagyományozta. Az 56 éves uralkodási idején 34 hadjáratról esik szó, de ezeknek sorrendje is homályos, és – bármilyen furcsán hangzik – az sem biztos, hogy egyáltalán megtörténtek, illetve hogy mindegyik megtörtént-e. Sőt még az 56 évnyi uralkodási idő, illetve az akkád dinasztia alapításának kérdése is problémás. Az 1990-es években előkerült egy felirat, amely Ensekusanna uruki király első évére datálódik, és arról szól, hogy Sarrukín Agade építése előtt Babilont építette (át), és Babilon riválisát, Agadét később alapította.
Mindezek a bizonytalanságok megengedik azt a feltevést is, miszerint Sarrukín közel sem az a személy volt, akinek ma gondoljuk, hanem egy – az újasszír korra kiteljesedő – legendahalmaz, amelyben korábbi és későbbi hegemónok emléke keveredik.

#### Sarrukín és Lugalzaggeszi
A Sarrukín és Lugalzaggeszi történetét elbeszélő tábla a legkorábbi összefüggő szöveg, de nagyon töredékes. Sumer nyelven írták, ami arra enged következtetni, hogy a III. uri dinasztia vége előtt keletkezett, egy-két évszázaddal Sarrukín után.
|  | „Hajóinak […] temploma konyhájának […] csatornái az öröm-vízzel […] Mezőin a kapa a parlagot […] Puszta város […] Királya Ur-Zababa volt, a pásztor […] Kiš templomában mint Utu kelt ő fel […] Királyságának kormányzását megváltoztatni, palotájának lerombolását elrendelni Anu és Enlil szent szájukkal szilárdan elrendelték. Abban az időben […] Sarrukín, akinek városa […], akinek apját La'ibumnak (hívták), akinek anyja […], Šarrukīn […] Abban az évben, amelyben született […] [ – ] Lugalzagesi feleségét mint férj […], ágyasságra vetette őt […] Lugalzagesihez követet küldött, a magasztos templomba, az Eannába irányította léptét. Lugalzagesi szívében nincs bölcsesség, a követnek nem adott feleletet. Mivel ő a követnek nem adott feleletet, az a legidősebb fiút megleste, amikor az jajjal felkiáltott, ő a földre hullott. Lugalzagesi felelt volna a követnek. Šarrukīn követe nem hajolt meg. Megalázta Šarrukīn Lugal[zagesit] […]” |
|  | – Komoróczy Géza fordítása |

A szöveg töredékessége nem ad lehetőséget az események pontos rekonstruálásához, mindenesetre Agade és Uruk diplomáciai konfliktusáról van szó, amelyben a protokoll legalább olyan szerepet játszik, mint az uralkodók viszálya. A szöveg elején valószínűleg Kis elfoglalásáról és lerombolásáról, Ur-Zababa eltávolításáról van szó. Ez az egyetlen szöveg, amely Sarrukín apja nevét közli, anyja neve nem olvasható.

#### A korai királyok krónikája
Egy óbabiloni korú, tehát legalább fél évezreddel Sarrukín kora utáni tábla (ABC 20) Sarrukínnal kezdi a történelmet.
|  | „Sarrukín, Agade királya hatalomra jutott Istár uralkodása alatt, és sem riválisa, sem egyenlő (király) nem volt vele. Ragyogása szétáradt a földek felett. Átment (az országokon) a keleti tengerhez. A tizenegyedik (uralkodási) évében meghódította a legtávolabbi nyugati területet. Hatalmat hozott. Felállította szobrait, és átkelt a nyugati zsákmánnyal (a folyón) hajón. Bíróságokat állomásoztatott öt kettős óránként és uralkodott az egyesített népek és földek fölött. Kazalluba vonult, és Kazallut romhalmazzá tette. Ezután idős korára minden föld újra fellázadt, és körülvették Agadét. Sarrukín kiment, és győzelmet aratott. Legyőzte őket, felülkerekedett a hatalmas seregükön. Ezután Szubartu támadta meg Sarrukínt, és felszólította, hogy tegye le a fegyvert. Sarrukín csapdát állított, és végleg legyőzte őket, felülkerekedett hatalmas seregükön, és vagyonukat (zsákmányként) küldte Agadébe. Kiásta az eltömődött csatornát Babilonban, és megalkotta Babilon mását Agadében. Mivel rosszat tett (Babilon lemásolásával), Marduk nagyúr dühös lett, és éhínséggel pusztította el a családját. Alattvalói keletről nyugatra fellázadtak ellene, és Marduk álmatlansággal sújtotta.” |
|  | – A. K. Grayson fordítása |

Ugyanez az óbabiloni szöveg a következő sorban Narám-Színt Sarrukín fiának nevezi, akiről ma úgy tudjuk, hogy az unokája volt. A Marduk-átok motívuma is inkább a későbbi, Babilonban uralkodó amorita királyok szemléletére utal, semmint valódi történeti eseményre. A babiloni dinasztia és a Marduk-papság számára szükséges volt megemlíteni, hogy Babilon elhagyása és rivális város alapítása helytelen cselekedet volt, amiért Sarrukín meg is kapta a büntetését.

#### Sarrukín-krónika
A Sarrukín-krónika szintén óbabiloni korú, amikor egy babiloni írnok ismeretlen célból összegyűjtötte és lemásolta az akkor még meglévő nippuri Ékur és az ott lévő szobrok feliratait. Ez az egyik legmegbízhatóbb emlék Sarrukínról, de sem az írnok, sem az utókor nem tudhatta már, hogy mennyi ebből az uralkodói nagyot mondás, és mennyi a tény, sőt már abban az időben sem lehetett bizonyos, hogy a lemásolt feliratok valóban Sarrukín korából származnak. Az írnok sumer és akkád nyelven is elkészítette a másolatot, egy része csak akkád nyelven maradt fenn. Az alábbi idézetben dőlt betűvel a sumer változat szerepel, amennyiben az eltér az akkádtól.
|  | „1. Šarrukīn, Agade város királya, Innin isten(nő) helytartója, Kiš királya, Anu isten pašišu-(pap)ja, az ország királya, Enlil isten iššiakkuja (enszije) Uruk várost leverte, és falát lerombolta. Az Uruk melletti csatában győzött. (Az Urukbeli emberrel harcolt, és megverte.) Lugalzagesit, Uruk királyát a csatában foglyul ejtette, nyakbilincsben Enlil kapujához hurcolta. Šarrukīn, Agade királya, az Ur melletti csatában győzött és a várost leverte, és falát lerombolta. Eninmar várost leverte, és falát lerombolta, és országát ... Lagaštól egész a tengerig leverte. Fegyverét a tengerben megmosta. Umma várost csatában legyőzte, a várost leverte és falát lerombolta. Šarrukīn, az ország királya – Enlil nem adott neki ellenfelet –, a Felső- és az Alsó-tengert Enlil neki adta. Agade fiai egészen az Alsó-tengertől birtokolták az iššiakkuságot. Mari város és Elam (Mari város és Elam embere) Šarrukīn, az ország királya előtt álltak. Šarrukīn, az ország királya, Kiš várost helyreállította, a várost betelepítette. Aki ezt a feliratot félreállítja, annak Šamaš tépje ki gyökerét, és szakítsa magját. 2. Šarrukīn, Kiš királya, 34 csatában győzött, a falakat lerombolta egészen a tenger partjáig. Meluḫḫa hajója, Magan hajója, Dilmun hajója Agade rakpartján kikötöttek. Šarrukīn, a király Tutuli városban Dagan isten előtt hódolt és imádkozott; (ő) a felső országot neki adta: Mari várost, Iarmuti várost, Ebla várost, egészen a cédruserdőig és a nemesfém hegyekig. Šarrukīn, a király, akinek Enlil ellenfelet nem adott: 5400 vitéz eszik naponta őelőtte kenyeret. Aki ezt a feliratot félreállítja, Anu állítsa félre annak a nevét is, Enlil szakítsa magját, Innin [...] Szobor felirata, a talapzaton nincs írás. 3. … Uruk várost leverte, és a csatában győzött […] és 50 iššiakkut és magát a királyt foglyul ejtette. Larsa (?) mellett másodszor (is) csatát vívtak, győzött. Umma várost legyőzte, és a várost leverte, és Lagaš várost legyőzte, és fegyverét megmosta a tengerben …” |
|  | – Komoróczy Géza fordítása |

#### Sarrukín születési legendája
A születési legendát tartalmazó szöveg valójában egy rövid életrajz, amelynek az első néhány sora írja le Sarrukín mitikus születését, a többi része az élete további alakulásával foglalkozik. Újasszír korú, tehát több, mint másfél évezreddel későbbi a tárgyalt kornál. A szövegnek csak körülbelül a fele olvasható, a két oszlop közül a második erősen rongált, nem ad összefüggő szöveget. Még egy ezzel egykorú újbabiloni töredék egészíti ki. A fentebb már idézett születési legenda utáni rész:
|  | „[X + ] 4 éven át töltöttem be a királyságot. Ura voltam [a népnek], a feketefejűeknek, utasítást adtam, a hatalmas hegyeket bronzcsákánnyal megmásztam, felhágtam a magas hegyekre, átkeltem az alacsony hegyeken, a Tengerföldet három alkalommal bizony körülzártam, Dilmunt bizony meghó[dította kezem], a nagy Dēru ellen [felvonultam], […] bizony megváltoztattam. Bárki király, aki utánam következik, […] legyen ura a népnek, [adjon utasítást], a hatalmas [hegyeket] bronzcsákánnyal [mássza meg], hágjon föl a magas hegyekre, [keljen át az alacsony hegyeken]. Három alkalommal zárja körül a Tengerföldet, [Dilmunt hódítsa meg a keze], vonuljon fel a nagy Dēru ellen […] városomtól, Aga[détől]… […]” |
|  | – Komoróczy Géza fordítása |

Az újasszír szöveg nyilvánvalóan aktualizált. Dilmun a korai sumer korban még egy mitikusan távoli szent föld volt, konkrét lokalizálás nélkül, a korai akkádok korában időkben már egy tényleges kelet-arábiai államot értettek alatta a Perzsa-öböl déli partján, a mai Bahrein szigeteit, amellyel kereskedtek. A kor logisztikai adottságait tekintve elvi lehetetlenség, hogy Sarrukín akár hajókon, akár a szárazföldön megközelíthette volna Dilmunt. Legkorábbi említése egy-két generációval Sarrukín előtti, Ur-Nanse korára datálódik – amely egyben a távolsági tengeri kereskedelem legelső említése is –, első ismert uralkodója i. e. 15. századi, majd hosszabb szünet után II. Sarrukín asszír király i. e. 8. századi uralkodása alatt került ismét mezopotámiai fennhatóság alá. Az egy évezreddel korábbi Sarrukín-krónika még csak arról tud, hogy Dilmun kereskedőhajói kikötöttek Agadében, vagyis ettől kezdve nem a sumer kereskedővárosokba, hanem Sarrukín székhelyére vitték áruikat.
Déruból legalább kettő is volt, itt valószínűleg a Tuplias-menti Déruról (BAD3.AN) van szó, amely Asszíria Elámmal vívott harcai során mindig is ütközőterület volt. Ismét II. Sarrukín nevébe ütközünk, aki i. e. 720-ban Déru mellett csapott össze az elámi seregekkel, amely csatát ugyan saját feliratai hatalmas győzelemként írnak le, ám a babiloni krónikák szerint Sarrukín hagyta el a csatateret annak ellenére, hogy az elámiak megsegítésére indított babiloni hadak oda sem értek időben a csata helyszínére.
A Tengerföld említése legalább ilyen beszédes, amely Sarrukín idején még nem is létezett, mivel az őt követő ezredév alatt a folyamok hordalékával feltöltődő Perzsa-öbölről van szó. Ellenben a Tengerföld egészen az Asszír Birodalom pusztulásáig, és az ezzel párhuzamosan (illetve ennek köszönhetően) létrejövő Újbabiloni Birodalomig a kháldeus lázadások központja volt. II. Sarrukín éppen két hadjáratban győzte le a kháldeus emíreket, és levert egy nagy lázadást, ami összesen három Tengerföld elleni háborút jelent.

### Állama

Sarrukín birodalma

Az i. e. 2350 körül Sarrukín által alapított Akkád Birodalom létrejötte döntő politikai változást hozott Mezopotámiában. A sémi származású és eredetileg az udvarnál hivatalt betöltő – főminiszter, azaz gyakorlatilag kormányfő – Sarrukín eleinte Kis királyát támogatta, majd saját fejedelemséget alapított, melynek fővárosa Agade volt. E város lett Sarrukín további törekvéseinek bázisa. I. e. 2330 körül palotaforradalom törhetett ki Kisben, melynek során Sarrukín átvette az addig Kis által irányított területek felett az ellenőrzést. A legenda ezt úgy meséli el, hogy Ur-Zababa egy álma megfejtése miatt hívta magához főpohárnokát, mert álmában megfulladt Istár kezétől. Az álomtól rémült király megbízta Sarrukínt, hogy ölje meg az udvari kézművesek főnökét, Belistikalt, de Istár közbelépett, így nem szennyezte be vérrel a kezét. E ponton ismét egy vándormotívummá váló fordulat következett: Ur-Zababa elküldte Sarrukínt Lugalzaggeszihez követnek, ám a vele küldött levélben azt kérte az uruki királytól, hogy ölje meg a követét. A legenda vége elveszett.
Ur-Zababa palotájának lerombolását Anu és Enlil rendelte el, majd Kist Sarrukín újjá is építtette. Fővárosává a frissen alapított, vagy felújított Agadét tette, amely valójában szakítást jelentett Babilonnal, és egy „új Babilont” hozott létre. Sarrukín idejéből származik az első utalás Babilon hatalmára és a helyi Marduk-kultuszra vonatkozóan, mégpedig az, hogy Marduk megátkozta Sarrukínt Agade alapítása miatt. Itt palotagazdaság-jellegű kormányzati központot hozott létre, amelynek adminisztrációja 5000 emberből állt. Ez a személyzet egyben katonai szolgálatra kötelezett, állandó hadsereget alkotó bázis is volt. A katonai–hivatalnoki kart a rendszeresen beszedett adókból tartották fenn. Nem ez volt az egyetlen városalapítás, például Saduppumot is Sarrukín alapította, ahol Nidaba és Haia temploma épült fel. E két sumer isten az írás és nyilvántartás patrónusa. A Sarrukín-krónika 40. sora szerint „5400 vitéz eszik naponta őelőtte kenyeret”. A hatvanas számrendszerben azonban ez a szám egy nagyon kerek értéknek számít (90×60), így ezen adat történeti értéke is kérdőjeles.
A sumer Sarrukín-krónika (általában Sarrukín és Lugalzaggeszi címen említik) nagyon töredékes, eszerint az ummai származású uruki király, Lugalzaggeszi megalázta Sarrukín követét azzal, hogy nem adott neki választ, mire a követ nem volt hajlandó meghajolni előtte. A Lugalzaggeszi felett aratott győzelem után – a történetet elmesélő legenda szerint – Lugalzageszit foglyul ejtette és elrettentésül nyakkalodában végighurcoltatta Nippurban, majd az Ékur kapujához – a szöveg szerint Enlil kapujához – állíttatta. A legenda sumer változatában „Urukbéli emberrel harcolt és megverte”, míg az akkád szövegben „az Uruk melletti csatában győzött”, míg a Sarrukín-krónika akkád változatában három csatáról esik szó, ahol már az első csatában megverte Lugalzaggeszi mind az 50 enszijét, valamint az uruki király is fogságba esett, mégis még Larsza és Umma mellett is csatáznia kellett. Dél-Mezopotámia meghódítása után (vagy előtt?) észak és nyugat felé fordul, hogy birodalmát egészen a Földközi-tengerig terjessze ki. Sarrukín hadjáratai során el is jutott a Földközi-tengerig és az Amanus-hegységig. Tuttul városban köszönetet mondott Dagan istennek, amiért neki adta a Felső-Föld, azaz Mári, Ebla, Jarmuti feletti hatalmat. Birodalmának határait itt a Cédrus-erdő (Amanusz-hegy, Libanon) és az Ezüst-hegy (Torosz-hegység, Anatólia délkeleti határa) jelentette. A Sarrukín-krónika azonban név szerint csak Uruk, Ur, Eninmar, Lagas, Umma és Mári városokat említi, a többit csak általában, miszerint Enlil az Alsó-tengert, Dagan a Felső-tengert is neki adta. Dilmun, amit az újasszír szöveg meghódított területként mutat be, az óbabiloni szerint „csak” kereskedett Agadével, hiszen az Agade rakpartjain kikötő dilmuni hajók csak ezt jelenthetik, szó sincs arról, hogy Sarrukín Dilmunba ment volna.
A Kaptara (Kréta) és a „tengeren túli”, máshonnan ismeretlen Anaku meghódítása már a legendaköltészet műve. Az amarnai levéltárból előkerült „A csaták királya” (šar tamḫari) című eposz is bő egy évezreddel későbbi a cselekménynél, és semmi sem utal egyébként arra, hogy Sarrukín behatolt volna Anatóliába. Eszerint járt Burushattumban, ahol a tizenhét kísérő fejedelem közt feltűnik Pambasz hettita király neve is, mint a hettiták időben első, de nem egykorú említése. Ez egy néhány évszázaddal korábbi hettita történet átdolgozása lehet, amely szintén arról szól, hogy Sarrukín Anatóliában járt. Ezek azonban sokkal inkább Narám-Szín asszír királyról szóló történetek lehettek, akit később összekevertek a nála sokkal híresebb Narám-Színnel, végül pedig átruházták Sarrukínra, sőt Narám-Színt Sarrukín fiaként, nem unokájaként említik, vagyis Rímus és Manistusu köztes nehéz éveit egyszerűen elfelejtették.
A eblai levéltár, valamint Tell-Brák dokumentumai alapján viszont olyan hadjárat is szóba jöhet, amelyről mezopotámiai forrásból nem értesülünk, a Hábur folyó menti, a későbbi Mitanni területét érintő portyáról. Ugyanakkor leszögezhető, hogy Ebla említése csak az ezredévvel későbbi leírásokban és listákban maradtak fenn. A Sarrukínnak tulajdonított szövegekkel szinte azonos módon beszél Narám-Szín, Sarrukín unokája is, sőt egy dokumentumban azt írja, hogy ő volt az első mezopotámiai uralkodó, akinek Arman (Aleppó?) és Ebla városokat sikerült legyőzni. Paolo Matthiae már az eblai feltárások kezdeti szakaszán talált olyan feliratos kerámiát, amely szerint Narám-Szín dúlta fel a várost. Így valószínű, hogy Narám-Szín rablókalandjainak némelyikét is Sarrukínnak tulajdonítják. Mivel azonban Ebla említése az egész szíriai hadjáratot leíró táblán van, a teljes nyugati hódítás kérdésessé válik.
Délen és keleten elért a Perzsa-öbölig és Elámig. Elám élére egy vazallusát állította. E kérdésben jellemző eltérés található a Sarrukín-krónika sumer és akkád nyelvű változatai között. Az óbabiloni írnok a sumer szövegben az „Elám embere” kifejezést használta, míg az akkádban már csak Elám szerepel. Elám embere nem feltétlenül Elám uralkodója, és nem jelent elámi hódítást sem. Bár a tartósan ellenőrzése alatt álló terület jóval kisebb lehetett, az agadei dinasztiával az ókori Mezopotámia történetében először jött létre egy nagy területek felett ellenőrzést gyakorló központosított hatalom, amely újdonság az addig városállamokba szerveződő térségben.
Sarrukín és utódainak hódító törekvései főleg gazdasági okokkal magyarázhatók: Mezopotámiában hiányoznak az olyan nyarsanyagok, mint a fa és fém, melyeket más területekről, például Libanonból kell importálni. A Cédrus-erdő és Ezüst-hegység említése is a hadjáratok rabló-, illetve kereskedelmi, gazdasági jellegére utalnak. Ugyanitt, a Sarrukín-krónikában Meluhha, Magan és Dilmun kereskedőhajóiról is szó van, amelyek Agade rakpartjain kötöttek ki, nyilván a korábbi célállomások helyett. Ugyanez a Dilmun Sarrukín születési legendájában meghódított országként szerepel. A meghódított népek társadalmi szerkezete változatlan marad, csak a felső szintű államigazgatás kerül a királyi család tagjainak vagy más magas rangú akkád polgárnak a kezébe. A sumer városok vezető pozícióit akkádokkal töltötte be, és a lugal vagy en helyett enszi (kormányzó, akkádul patesi) vezette a településeket.
Emellett szilárd katonai szervezet gondoskodott a kereskedelem, valamint az adó- és vámügyek lebonyolításáról, a nem sumer településeket saginok, katonai kormányzók vezették. A Perzsa-öblön keresztül zajló kereskedelmet Akkád monopolizálta. Egy óbabiloni átiratban ismert felirat szerint Meluhha (Indus-völgy), Magan (Oman) és Dilmun (Bahrein) is kereskedelmi partnerei közé tartozott. Az akkád birodalom egészét maga a király kormányozta. Ez a monarchikus szerkezet, ami ráadásul az uralkodó istenítéséhez is vezet, a sumer korszakhoz képest – amikor a tekintély hordozói a templom és a városállam voltak – mélyreható változást jelent.
A Sarrukín-krónika úgy fejezi be Sarrukín uralkodásának leírását, hogy „öregkorában minden ország fellázadt ellene és megostromolták Akkád városát”. Egy ómengyűjteményben: „… aki ellen az ország tanácsa fellázadt, körülzárták Agade városában; Sarrukín kitörvén seregüket megverte, pusztulásukat okozta”. A lázadások az egykor független városkirályságokban gyakoriak, szinte folytonosak lehettek, így az állam instabil maradt. Fia, Rímus követte a trónon, akit alig nyolc évi uralkodás után udvaroncok összeesküvésében gyilkoltak meg. Sarrukín birodalmát tekintették példaképnek a későbbi nemzedékek a III. uri dinasztia korától egészen az Újbabiloni Birodalomig, dacára annak, hogy a hirtelen felfújt Akkád Birodalom a világtörténelem egyik legkevésbé központosított és állékony képződménye. A birodalmat végül a Sarrukín által először említett gutik döntötték meg, akiknek királyát, Zarlakot Sarrukín még fogságba ejtette, de nem egészen egy évszázad múlva az egész akkád dinasztiát elsöpörték.

## Az Akkád Birodalom kultuszai
Inanna–Istár említése a születési legendában nem véletlen, Agadében Sarrukín két fontos templomot emelt, Istár és Zababa templomait. Mindketten a háború Kisben tisztelt istenei, a helyi mitológiában házaspár. Istár ezen alakja Aphrodité niképhorosszal hasonlítható össze. Agade királyaként Istár helytartójának nevezte magát. Anu papja és Enlil enszije volt. Ezzel párhuzamosan a babiloni Marduk háttérbe szorult. Agade az egyetlen mezopotámiai királyi város, amelynek helye a mai napig ismeretlen, így templomairól sem tudunk semmit.
Sarrukín folytatta a sumer hagyományokat, és a nippuri Ékur jelentős szerepet töltött be továbbra is. Az Ékur Enlil és a hozzá kapcsolódó istenek temploma volt. Északi hadjárata során az amorita Dagannak adott hálát Tuttulban, hódításait – vagyis inkább hadjáratainak sikerét – általában Enlilnek köszönte meg. Több településen alapított templomokat a sumer isteneknek, köztük Nidabának Saduppumban, aki a birodalmi közigazgatás patrónusa lett.
Az újasszír és újbabiloni korokban még ismerhettek egy olyan ómengyűjteményt, amelyben Sarrukínra vonatkozó jósjelek is voltak, mivel több olyan ómenmagyarázat is ismert, amely Sarrukín-jóslatokra hivatkozik.

## Hatása a világirodalomra
Sarrukín születési legendája és trónra kerülésének elemei vándormotívumokká váltak az ókori Közel-Keleten, vagy maguk a Sarrukín-legendák épültek ezen korai vándormotívumokra és hagyományozták tovább azokat.
Folyóra tett gyermekek számos alkalommal megjelennek mitizálódó történelmi személyek életrajzaiban. Elsőként Anatóliában bukkan fel a Calpa-szövegben, ahol Nesza királynéja úsztatja le a folyón gyermekeit. Ide óasszír kereskedők hozhatták magukkal a mesét. Néhány évszázaddal később Mózes, majd Romulus és Remus is hasonló történeten alapul. A mitikus-legendás kitett gyermekek sora még hosszabb, ha a folyóra tételt nem tekintjük, ide tartozik például Oidipusz is. Még a görög mitológiát is megihlette, vagy maga a Sarrukín-legenda, vagy egyenesen az annak alapul szolgáló Samas–Ninlil-mítosz. A homéroszi Démétér-himnusz szerint az istennő épp olyan dajka, mint Innin.
A követ által küldött, saját magára nézve halálos ítéletet hordozó üzenet is ugyanilyen klisé lett, nem csak a római korig, hanem annál is tovább, a középkori Európában is.

## Egykorú források
- Sarrukín feliratai, szövegkiadás és feldolgozás: H. Hirsch: Archiv für Orientforschung 20, 1963. 34–852. o.
- Sarrukín legendája, szövegkiadás: Cuneiform Texts XIII, 42, 43.
- Lugalzaggeszi és Sarrukín, szövegkiadás: V. Scheil: Revue d'Assyriologie 13, 1916. 175–178. o.